# یوبیش
یوبیش (به صربی: Ljubiš) یک منطقهٔ مسکونی در صربستان است که در چایتینا واقع شده‌است. یوبیش ۵۳٫۵۴ کیلومتر مربع مساحت و ۵۱۵ نفر جمعیت دارد و ۸۸۲ متر بالاتر از سطح دریا واقع شده‌است.